# Euagrotis digna
Euagrotis digna är en fjärilsart som beskrevs av Morrison 1875. Euagrotis digna ingår i släktet Euagrotis och familjen nattflyn. Inga underarter finns listade i Catalogue of Life.